# Ludwig Wittgenstein
Ludwig Josef Johann Wittgenstein (IPA: /ˈluːtvɪk ˈjoːzɛf ˈjoːhan ˈvɪtgənʃtaɪn/), född 26 april 1889 i Wien i dåvarande Österrike-Ungern, död 29 april 1951 i Cambridge i Storbritannien, var en österrikisk-brittisk filosof och professor vid Universitetet i Cambridge 1939–1947 (han efterträddes av Georg Henrik von Wright). Wittgenstein anses ofta vara en av 1900-talets mest inflytelserika filosofer.
Ludwig Wittgenstein inspirerade två av 1900-talets huvudsakliga filosofiska rörelser: den logiska positivismen och vardagsspråksfilosofin. Han publicerade bara en bokrecension, en artikel (Anmärkningar om logisk form, 1929), en ordbok för barn samt den 75 sidor långa Tractatus logico-philosophicus (1921) med 25 000 ord om filosofi. Boken publicerades när han fortfarande levde. Tre miljoner skrivna ord publicerades inte. Filosofiexperter har angivit hans postumt utgivna Filosofiska undersökningar (1953) som 1900-talets viktigaste filosofiska bok. Wittgensteins ämnesområden var framför allt analytisk filosofi, till exempel logik, matematikfilosofi och språkfilosofi. Bertrand Russell beskrev honom som "det mest fulländade exempel jag känner till på vad man traditionellt uppfattar som ett geni: passionerad, djupsinnig, intensiv och dominerande".
Wittgenstein befattade sig tidigt med relationen mellan problem och världen. Målet för filosofin var att genom logisk abstraktion rätta missförstånd om språk. Den senare Wittgenstein gav en detaljerad redogörelse över de många möjligheter som finns i det vanliga språket, som han kallar en serie av utbytbara språkspel där ordens betydelse kommer från deras allmänna användning. Trots dessa skillnader ser han i båda perioderna filosofi som en sorts terapi och en oro för etiska och religiösa problem. Terry Eagleton kallade honom för poeters, kompositörers, dramatikers och romanförfattares filosof.

## Biografi

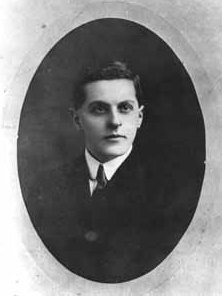
Ludwig Wittgenstein 1910.

Ludwig Wittgensteins föddes den 26 april 1889 i Wien i dåvarande Österrike-Ungern. Hans familj var under 1800-talets sista år en av de mest välbärgade familjerna i staden. Fadern Karl var en stålindustrimagnat. Båda föräldrarna var av judisk härkomst. Wittgenstein intresserade sig tidigt för teknik. Han läste till ingenjör och bedrev senare studier av matematikens grundvalar. Steget var inte långt till logiken vilken han studerade under Gottlob Frege och senare Bertrand Russell. Ludwig Wittgenstein var generös som skänkte bort mycket av vad han ärvde och levde ett tämligen asketiskt liv. Han arbetade som lärare och trädgårdsmästare. Han tjänade i de främsta linjerna under första världskriget, för att han menade att enbart när man befann sig nära döden kunde man känna livet. Han berömdes av den österrikiska armén för sitt mod och kallblodighet. Wittgenstein varken gifte sig eller fick barn. Tre av fyra bröder begick självmord, vilket även Wittgenstein och den återstående brodern övervägde. Många av de som kände honom beskrev honom som plågad och dominerande, men samtidigt genialisk och generös. Richard Rorty skrev att han tog ut sitt intensiva självhat på alla han mötte. Han uppmuntrade aldrig någon av sina studenter att gå vidare med filosofin, eftersom han ansåg att man inte kunde göra någon nytta där, och ska ha kramat om filosofen G.E. Moores fru när han fick reda på att hon arbetade i en syltfabrik, där hon i Wittgensteins ögon, gjorde något användbart. Wittgenstein dog den 29 april 1951 i prostatacancer.

## Filosofi
Ludwig Wittgenstein anses vara en av de största filosoferna under 1900-talet. Han var en viktig inspirationskälla för två av det seklets främsta filosofiska rörelser: Wienkretsen och vardagsspråksfilosofin. Vid en omröstning som gjordes bland professionella filosofer i Kanada och USA vid slutet av seklet rankades både hans Tractatus Logico-Philosophicus och Filosofiska undersökningar bland de fem viktigaste filosofiska böckerna från 1900-talet. Han har influerat i stort sett alla humanistiska och samhällsvetenskapliga forskningsfält. Dock finns vitt skilda tolkningar av hans tankar. Trots dessa skillnader liknar båda perioderna varandra genom att se filosofi som en sorts terapi, en oro för etiska och religiösa problem, och en litterär stil som ofta beskrivs som poetisk.

### Den tidige Wittgenstein
Ludwig Wittgensteins verk delas ofta upp mellan hans tidiga period, som exemplifieras av Tractatus, och hans senare period, som utmärks av Filosofiska undersökningar. Den tidiga delen med boken Tractatus Logico-philosophicus (1922) består av sju aforismer och kommentarer till dessa och kommentarer till kommentarerna och så vidare. I yttersta korthet rör sig aforismerna från världen till världens beståndsdelar till medvetandet till språket till språkets delar till språkets form och slutligen till vad vi inte kan tala om. Centralt i Tractatus är dess bildteori som Wittgenstein senare kom att ta avstånd från. I korthet handlar teorin om att satser och bilder är analoga; satsen är en bild av verkligheten (4.01, paragrafnummer i Tractatus). Faktas logiska bild är tanken (3), där tanken ska förstås som innehåll eller mening. Bilden är ett faktum (2.141) i sig själv men är också en modell av verkligheten (2.12). I bilden finns element svarande mot föremål (2.13) analogt med hur det i satsen finns namn svarande mot ting (4.0311). Och analogt med hur en bild (tänk tavla) inte bara består av färgklickar utan inbördes struktur består inte heller satsen av namn utan inbördes struktur; satsen är alltså artikulerad (3.141). Detta innebär bland annat att satsen visar sin mening (4.022); man måste förstå en sats innan man kan avgöra dess sanningsvärde. Vad Wittgenstein söker uppnå är att dra en gräns för tankarnas uttryck, en språklig demarkationslinje mellan det meningsfulla och det icke meningsfulla; att visa att de filosofiska problemen är skenproblem vilka inte kan lösas, men väl upplösas ("Vad man icke kan tala om, därom måste man tiga.", som han avslutar Tractatus). Han finner läsare och medhåll hos Wienkretsen.

### Den sene Wittgenstein
I Tractatus kunde man finna influenser från Russell och Frege, i den sene Wittgensteins verk (främst Philosophische Untersuchungen, Filosofiska undersökningar) distanserar han sig från dessa (och Tractatus). Vad som skrevs under denna tid publicerades inte under hans levnadstid (vilket dock inte innebar att verken inte lästes; vad som idag är känt som "Blå boken" och "Bruna boken" cirkulerade bland studenter). Om den tidige Wittgenstein avhandlade vetenskapliga och logiska frågor ligger vardagsspråkliga frågor den sene Wittgenstein närmare hjärtat; den tidige Wittgenstein hade varit russellsk, den sene var mooresk. Utgångspunkten är nu inte en ideal logik utan en fallerande människa. Centrala begrepp är nu språkspel och familjelikhet och dessa används för att förklara hur missförstånd kring dessas logik leder och har lett till filosofiska problem. För den sene Wittgenstein var äkta filosofi inte en upptagenhet med att skapa teorier och argumentera för dessas giltighet, utan ett terapeutiskt och klargörande arbete där fokus bör ligga på att undanröja missförstånd och undersöka språkets faktiska "grammatik".

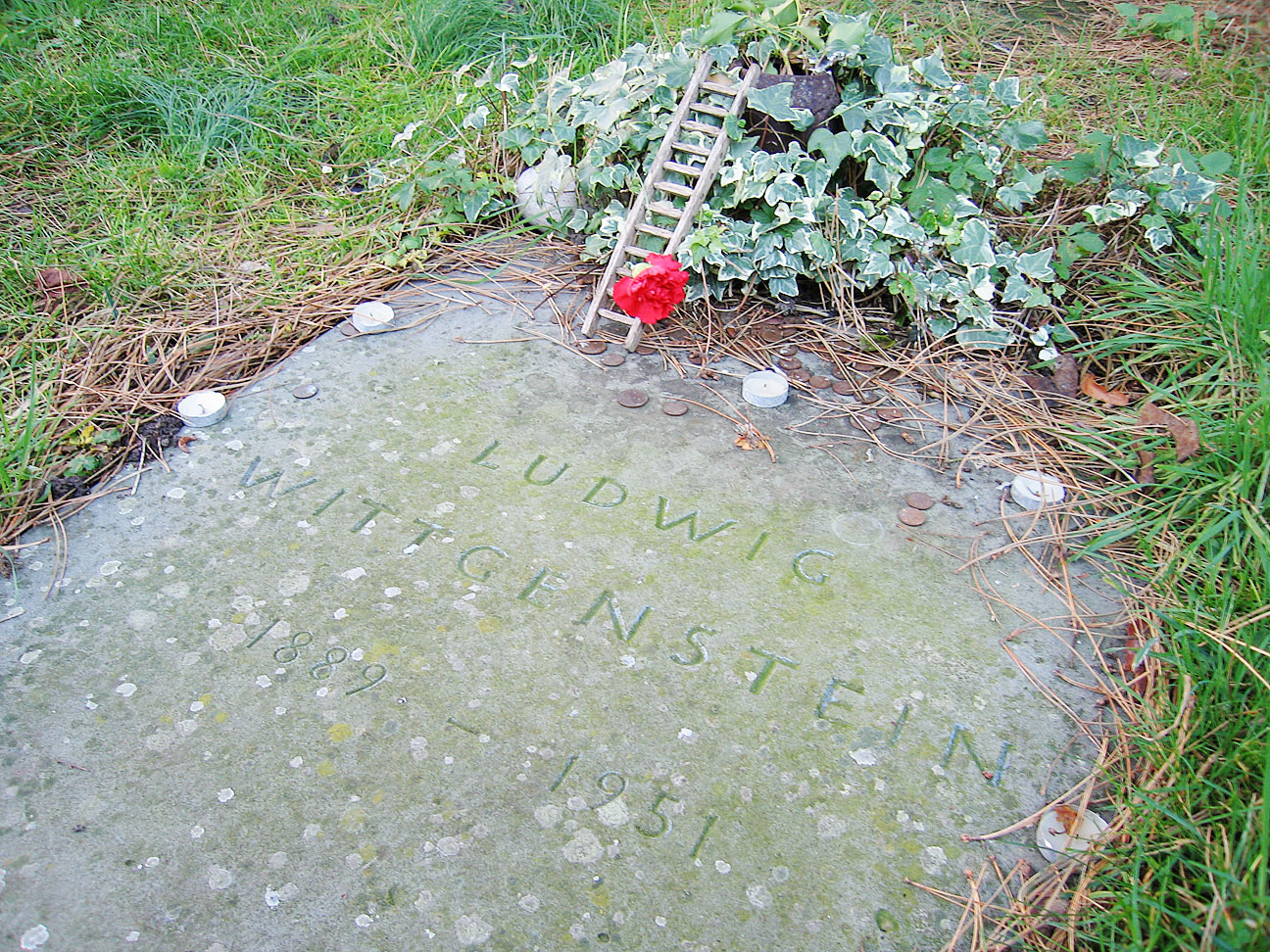
Wittgensteins gravsten i Cambridge, Storbritannien.

## Eftermäle
Wittgenstein har blivit föremål för ett antal böcker och filmatiseringar. Ray Monk skrev biografin Wittgenstein – Geniets plikt, medan Bruce Daffy återberättat Wittgensteins liv i romanen The World as I Found It (1997). Gunnar Fredriksson skrev 1993 Wittgenstein. En biografi (Stockholm), och 2012 kom Sten Andersson med Filosofen som inte ville tala. Ett personligt porträtt av Ludwig Wittgenstein (Stockholm).
Den österrikiske filmaren Ferry Radax har gjort en film i två delar om filosofen: Ludwig Wittgenstein (1974–76; 2x60 minuter, dokumentär/fiktion). Den brittiske avantgardefilmaren Derek Jarman har gjort en film med namnet Wittgenstein (1993).